# Mercat Vell (Sant Feliu de Llobregat)
El Mercat Vell és una obra de l'arquitectura del ferro de Sant Feliu de Llobregat (Baix Llobregat) protegida com a Bé Cultural d'Interès Local.

## Descripció
El Mercat Vell ocupa una cantonada d'una illa de cases, és de planta quadrada i està coronat amb un cimbori quadrat amb lluernes per il·luminar i ventilar. L'estructura de ferro és l'original de ferro colat. Quan l'edifici celebrà el centenari, es realitzaren obres de reforma i una teulada nova.

## Història
El primer projecte de 1876 era per a la construcció de vuit barraques fixes que ocupaven el mateix emplaçament del mercat que es construiria uns anys després. Cal destacar la data del 9 d'octubre de 1884, moment en què es van aprovar els plànols, el pressupost i les condicions de les obres, a la vegada que es determinà canviar el tipus de cobertura que proposava el projecte, utilitzant teules enlloc de zenc. L'Ajuntament es feu càrrec de les despeses de la construcció. Les obres foren adjudicades al constructor Josep Molina el 4 de desembre de 1884.